# 멜닉 34
멜닉 34(축약 시, Mk34)는 BAT99-116이라고도 불리며 대마젤란 은하의 황새치자리 30 복합체 (타란툴라 성운으로도 알려져 있다) 내부의 R136 근처에 존재하는 볼프-레이에별로 이루어진 쌍성이다. 두 구성원 모두 알려진 가장 질량이 크고 광도가 높은 항성 중 하나이며, 알려진 가장 질량이 큰 쌍성계이다.

## 쌍성계

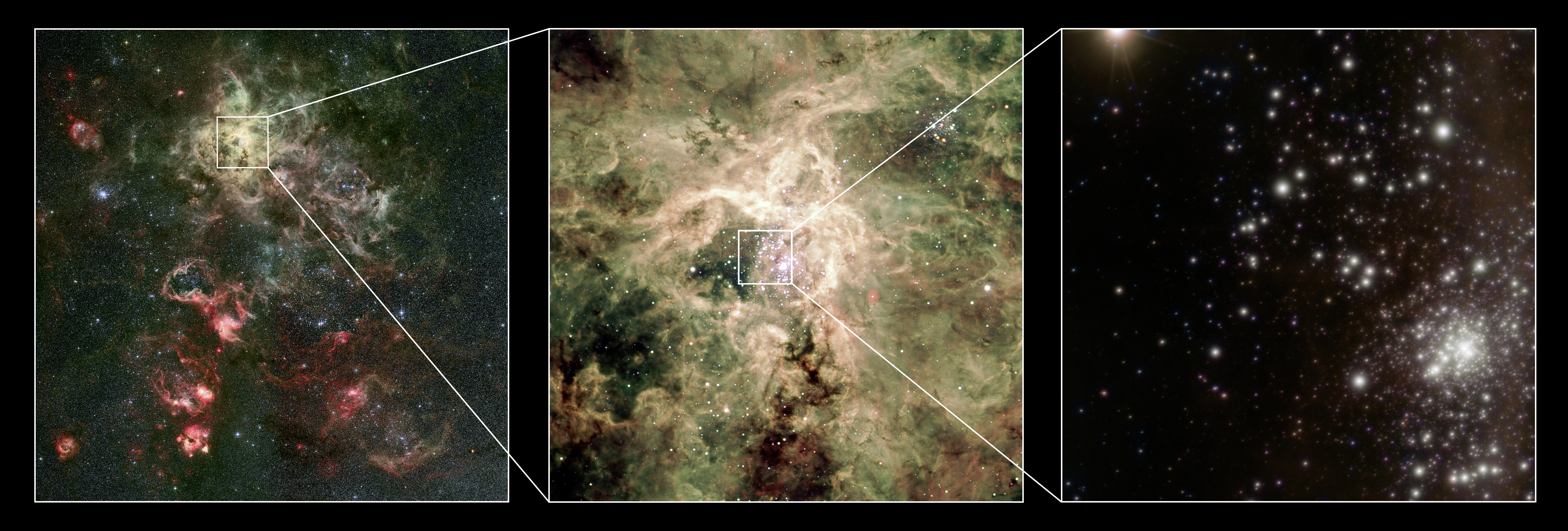
NGC 2070 영역, 멜닉 34는 오른쪽 사진의 R136 성단 왼쪽의 고립된 밝은 별이다.

멜닉 34는 공전 주기 155일의 쌍성으로 항성풍 출동 쌍성의 높은 X선 광도 특성과 광도의 주기적인 변화, 스펙트럼 흡수, X선 밝기를 보인다.
궤도는 VLT를 사용한 분광 관측을 기반으로 계산되었다. 두 구성원은 WN5h의 동일한 분광형을 가지고 각각의 스펙트럼 선은 155일마다 달라지며 각각 130 km/s 및 141 km/s의 속도로 예상되는 궤도 운동을 나타낸다. 비슷한 궤도 속도는 두 구성원의 질량이 비슷하다는 것을 보여주며 동반성은 50°에 가까운 궤도 경사각을 가정할 때 주성의 92%의 질량을 가지는데 50°의 궤도 경사각은 두 별의 궤도 특성과 관측된 특성과 가장 잘 일치한다. 주성은 A로 동반성은 B로 지정되었으며 중간 정도의 궤도 경사각으로 근성점 간격은 약 0.9AU다.

## 물리적 특성

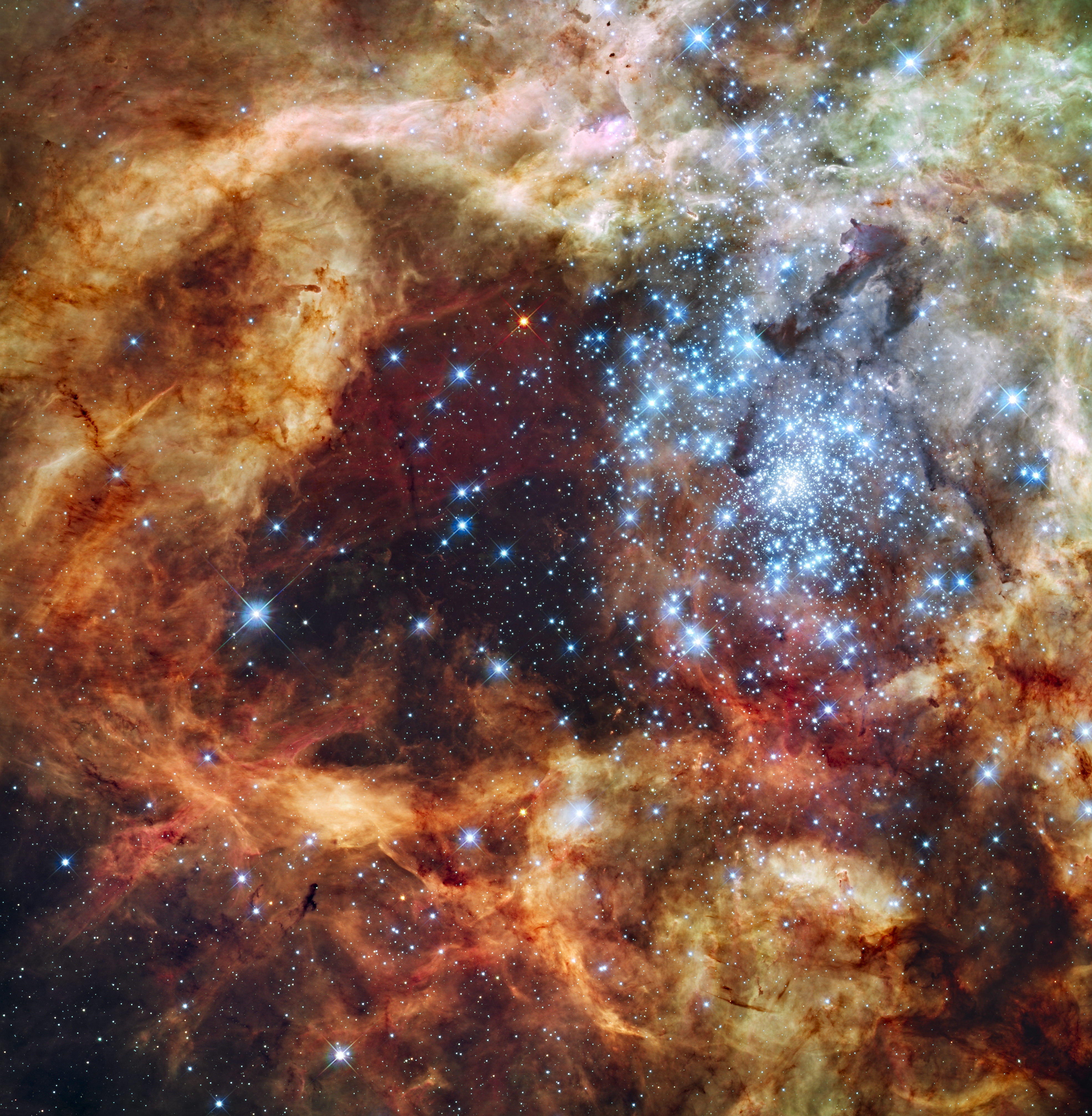
NGC 2070 내부의 R136, 멜닉 34는 밀집된 중앙부 바로 왼쪽에 위치한다.

멜닉 34의 두 구성원은 WN5h의 동일한 분광형을 가지며 고도로 이온화된 헬륨, 질소 및 탄소의 눈에 띄는 방출선이 있는 스펙트럼을 가지고 있다. h 접미사는 스펙트럼에 볼프-레이에별의 스펙트럼에서 일반적으로 볼 수 없는 수소선도 포함되어 있음을 나타내며 스펙트럼에서 헬륨 방출선의 강도는 별의 외부 층이 35%의 헬륨으로 구성되어 있음을 보인다.
WN5의 분광형은 극도로 높은 광구 온도를 나타내며 여러 스펙트럼 선의 모델링은 각 별이 53,000 K의 유효온도를 지님을 보인다. 주성의 광도는 약 2,000,000 L☉이고 반지름은 약 19 R☉이며 동반성의 광도는 약 1,600,000 L☉이고 반지름은 약 18 R☉이다.
스펙트럼을 통해 유추된 두 구성원의 질량은 각각 약 148 M☉ 및 135 M☉이다. 별의 궤도에서 얻어지는 질량은 궤도 경사각에 크게 의존하는데 이는 잘 알려져 있지 않으며 관측된 질량과 가장 잘 일치하는 것은 50°에 가까운 궤도 경사각일 때다.
멜닉 34 계에 있는 두 별의 방출선 스펙트럼은 밀도 높은 항성풍을 생성하는 강한 질량 손실로 인해 발생한다. 두 별 모두 약 2500 km/s의 항성풍을 가지고 있어 각 별은 10,000년마다 태양의 질량보다 더 많은 질량을 잃으며 이는 태양풍의 10억 배의 강도다.

## 진화
볼프-레이에별은 일반적으로 외부 수소층을 잃어버린 오래된 별이지만 일부는 아직 수소가 존재하는 매우 어리고 무거운 별이다. 멜닉 34 계의 두 별은 모두 매우 어리며 스펙트럼의 헬륨, 탄소 및 질소 융합 생성물은 무거운 주계열성에서 발생하는 강한 대류와 회전 혼합에 의해 생성된다. 별들은 각각 약 240 km/s와 250 km/s의 속도로 자전한다.
항성 진화 모델링에 따르면 나이는 대략 500,000년으로 추정되며 현재 질량은 각각 약 139 M☉ 및 127 M☉이고 초기 질량은 각각 144 M☉ 및 131 M☉인데 이는 관찰을 통해 추론된 질량과 유사하다. 별들은 약 220만 년의 수소 연소 기간을 가질 것으로 예상되며 진화 과정에서 상당한 질량 교환을 겪지 않을 것으로 예상되며 두 별 모두 핵붕괴 후 일반적인 초신성을 생성하기에는 질량이 너무 높으므로 대신 약한 초신성 후 블랙홀로 붕괴되거나 눈에 보이는 폭발 없이 바로 블랙홀로 붕괴될 가능성이 높다.

## 추가 문헌
- Crowther, Paul A.; Caballero-Nieves, S. M.; Bostroem, K. A.; Maíz Apellániz, J.; Schneider, F. R. N.; Walborn, N. R.; Angus, C. R.; Brott, I.; Bonanos, A.; De Koter, A.; De Mink, S. E.; Evans, C. J.; Gräfener, G.; Herrero, A.; Howarth, I. D.; Langer, N.; Lennon, D. J.; Puls, J.; Sana, H.; Vink, J. S. (2016). “The R136 star cluster dissected with Hubble Space Telescope/STIS. I. Far-ultraviolet spectroscopic census and the origin of He II λ1640 in young star clusters”. 《Monthly Notices of the Royal Astronomical Society》 458 (1): 624–659. arXiv:1603.04994. Bibcode:2016MNRAS.458..624C. doi:10.1093/mnras/stw273.
- Hainich, R.; Rühling, U.; Todt, H.; Oskinova, L. M.; Liermann, A.; Gräfener, G.; Foellmi, C.; Schnurr, O.; Hamann, W. -R. (2014). “The Wolf-Rayet stars in the Large Magellanic Cloud”. 《Astronomy & Astrophysics》 565: A27. arXiv:1401.5474. Bibcode:2014A&A...565A..27H. doi:10.1051/0004-6361/201322696. S2CID 55123954.
- Groh, J. H.; Meynet, G.; Georgy, C.; Ekström, S. (2013). “Fundamental properties of core-collapse supernova and GRB progenitors: Predicting the look of massive stars before death”. 《Astronomy & Astrophysics》 558: A131. arXiv:1308.4681. Bibcode:2013A&A...558A.131G. doi:10.1051/0004-6361/201321906. S2CID 84177572.